# Бортницька Лариса Володимирівна
Лариса Володимирівна Бортницька — українська військовослужбовиця, старша сержантка Збройних сил України, учасниця російсько-української війни, що відзначилася у ході російського вторгнення в Україну в 2022 році.

## Життєпис
Лариса Бортницька працює старшою медичною сестрою відділення анестезіології, реанімації та інтенсивної терапії військової частини А3120. У ході пандемії відділення отримало статус позаштатного відділення реанімації та інтенсивної терапії для хворих на COVID-19. Як сестра-анестезистка брала участь в анестезіологічному забезпеченні хворих на COVID-19 при оперативних втручаннях. Через відділення пройшло близько сотні найважчих та найнестабільніших хворих на COVID-19.

## Нагороди
- Орден княгині Ольги III ступеня (2022) — за особисту мужність і самовіддані дії, виявлені у захисті державного суверенітету та територіальної цілісності України, вірність військовій присязі[2].
- медаль «За самовіддану працю в боротьбі з пандемією» (28.01.2021, № 364)[3].